# Cmentarz żydowski w Milejczycach
Cmentarz żydowski w Milejczycach – został założony w 1865 roku i zajmuje powierzchnię 0,5 ha, na której zachowało się około 30 betonowych podstaw nagrobków i fragment macewy. Przy bramie umieszczono tablice ku czci ofiar Holocaustu.